# Canata
Canata, unter bestimmten Bedingungen auch Cutlo, war ein Volumenmaß in Ragusa und ein von der Barill/Barilla abhängiges Maß.
- Allgemein 1 Barill (Venez.) = 4 Lecchi = 16 Bozze

Das Ausschankmaß Canata war auf der Insel Curzola, Budua und in der Region Cattaro (heute Kotor) der 75. Teil der Venezianischen Barill.
- 1 Barill (Venez.) = 75 Canate = 0,60683 Maß (Wiener)
- 1 Canata = 0,85849 Liter

## Ölmaß
Der 60. Teil der Venezianischen Barill war in der Region Cattaro (heute Kutor) und in Budua üblich.
- 1 Barill (Venez.) = 60 Öl-Canate
  - 1 Öl-Canata = 0,75853 Maß (Wiener =1,414724 l) = 1,07 Liter

Der 84. Teil der Venezianischen Barill in Ragusa, Lagosta und Slano wurde Cutlo/Cuttlo genannt.
- Ragusa Stadt 1 Barill (Venez.) = 84 Cutli
  - 1 Cutlo = 0,54189 Maß (Wiener) = 0,765 Liter (Cutlo di Ragusa)
- Slano 1 Cutlo = 0,437 Maß (Wiener) = 0,618 Liter